# Пчелица (1871)
Вижте пояснителната страница за други значения на Пчелица.
„Пчелица или ред книжки за децата“ е първото българско детско списание.
Издава се от Петко Славейков в Цариград през 1871 година. Печата се в печатницата на вестник „Македония“. Цената е 100 пари. Има 350 абонати за годишен абонамент от 12 книжки. Издадени са общо 7 броя от списанието.
То се нарича така, защото на корицата си има нарисувана пчела. В списанието се публикуват рисунки, творби на по-малки и по-големи деца.
По-късно са издавани и други български периодични издания (вестници и списания) с това име.

## Други
На „Пчелица“ е наречена улица в квартал „Драгалевци“ в София (Карта).